# أحمد أبو زيد
أحمد مصطفى أبو زيد (3 مايو1921 - 29 يوليو 2013) عالم أنثربولوجيا مصري، حصل على جائزة النيل للعلوم الاجتماعية عام 2011.

## النشأة
ولد أحمد أبو زيد في مدينة الأسكندرية في 3 مايو 1921، من أب مصري صعيدي من أصول مغاربية عمِل في مجال استيراد الفحم وأم من أصول تركية لأسرة متدينة تدرس بالأزهر. تلقى تعليمه الأساسي بمدرسة رأس التين الابتدائية لمدة 4 اعوام ثم رأس التين الثانوية.

## مؤلفاته
- تايلور - مجموعة نوابغ الفكر العربي - دار المعارف - القاهرة عام 1959,
- الثأر - دراسة أنثروبولوجية - المركز القومي للبحوث الاجتماعية - دار المعارف، القاهرة 1962,
- دراسات في المجتمع الليبي - دار الثقافة، الإسكندرية عام 1963,
- البناء الاجتماعي - الهيئة المصرية العامة للكتاب.
- المجتمعات الصحراوية في مصر - المركز القومي للبحوث الاجتماعية والجنائية عام 1991,
- المدخل إلى البنائية - المركز القومي للبحوث الاجتماعية والجنائية القاهرة عام 1995,
- دراسات في الإنسان والمجتمع والثقافة - القاهرة 1995.
- رؤى العالم - المركز القومي للبحوث الاجتماعية والجنائية - القاهرة 1993.
- الطريق إلى المعرفة - مقالات انثروبولوجية - كتاب العربي - الكويت 2001.
- الواقع والأسطورة - الهيئة العامة لقصور الثقافة - القاهرة 2000.
- هوية الثقافة العربية - الهيئة العامة لقصور الثقافة - القاهرة 2004.
- المعرفة وصناعة المستقبل - كتاب العربي 2005.
- مستقبليات - كتاب العربي 2010.